# RAP Amsterdam
El RUN, Amstels en Progress (o RAP Amsterdam) fou un club de futbol neerlandès de la ciutat d'Amsterdam.

## Història
Va ser fundat el 14 de novembre de 1887, a partir de membres de tres clubs de criquet, el R.U.N., l'Amstels i el Progress: RAP.
Jugà a la lliga neerlandesa entre 1887 i 1914, i fou cinc cops campió nacional. També guanyà un cop la Copa.
El 23 de juliol de 1914 es fusionà amb el Volharding, formant el Volharding-RAP-Combination (V.R.C.). Posteriorment continuà com a club de criquet amb el nom VRA. El 1917 fou creat un club, diferent del RAP, anomenat SV RAP.

## Criquet
VRA a la màxima categoria neerlandesa de criquet, la Hoofdklasse. Ha estat set cops campió.

## Palmarès
- Lliga neerlandesa de futbol: 
  - 1891-92, 1893-94, 1896-97, 1897-98, 1898-99
- Copa neerlandesa de futbol: 
  - 1898-99